# Wągrzyca
Wągrzyca, cysticerkoza (łac. cysticercosis) – pasożytnicza choroba odzwierzęca przewodu pokarmowego, wywoływana przez larwę tasiemca uzbrojonego (Taenia solium) – onkosferę, która w organizmie człowieka przekształca się wągra (cysticerkus, łac. cysticercus).
Żywicielem pośrednim tasiemca uzbrojonego jest przeważnie świnia domowa, choć może nim być także dzik, niedźwiedź brunatny, niektóre małpy wąskonose i szerokonose, jak również człowiek. W tym ostatnim przypadku do zakażenia dochodzi wskutek spożycia pokarmów zanieczyszczonych onkosferami tasiemca (np. owoców lub warzyw) albo na drodze autoinwazji (powikłanie tasiemczycy, w którym onkosfery pochodzą od własnego tasiemca). Jeżeli w wyniku antyperystaltyki człony maciczne pasożyta dostaną się do żołądka i uwolnią w nim onkosfery z jaj, zjawisko to określa się natomiast jako autoendoinwazja. Do ludzkiego organizmu za jednym razem dostaje się niekiedy nawet bardzo dużo larw, które mogą rozprzestrzenić się na różne narządy, w tym m.in.: mięsień sercowy, płuca, ośrodkowy układ nerwowy (neurocysticerkoza), otrzewną, mięśnie oraz tkankę podskórną. Przebieg choroby zależy od liczebności wągrów, które dostały się do organizmu, a także od ich lokalizacji. Pewien wpływ na intensywność zakażenia mają również cechy osobnicze pacjenta.
Żywe wągry bardzo rzadko wywołują jakiekolwiek objawy, dlatego wągrzyca mięśniowa zazwyczaj przebiega bezobjawowo. Dopiero po obumarciu larwy te ulegają zwapnieniu lub zbliznowaceniu, co wywołuje zauważalną odpowiedź komórkową tkanki mięśniowej oraz odczyn fibroblastyczny. Jeżeli miejscem zlokalizowania pasożyta jest tkanka podskórna, wówczas na powierzchni skóry widoczne są wyraźne guzki. Znacznie poważniejsze następstwa mogą natomiast wynikać z neurocysticerkozy oraz wągrzycy oka.

## Klasyfikacja ICD–10
| Kod choroby   | Nazwa choroby                         |
| ------------- | ------------------------------------- |
| ICD-10: B69.1 | Wągrzyca ośrodkowego układu nerwowego |
| ICD-10: B69.2 | Wągrzyca oka                          |
| ICD-10: B69.3 | Wągrzyca o innym umiejscowieniu       |
| ICD-10: B69.4 | Wągrzyca, nieokreślona                |

## Diagnostyka
Ze względu na możliwą lokalizację wągrów, diagnostyka choroby może obejmować cały szereg badań, w tym:
- tomografia komputerowa (TK),
- spektroskopia magnetycznego rezonansu jądrowego (NMR),
- zdjęcie rentgenowskie (RTG),
- ultrasonografia (USG),
- oznaczanie specyficznych przeciwciał przeciw antygenom tasiemca uzbrojonego (ELISA),
- oznaczanie specyficznych antygenów tasiemca uzbrojonego (Western Blot),
- badanie mikroskopowe kału na obecność jaj lub proglotydów tasiemca (wskazane ze względu na możliwą autoinwazję)

## Leczenie
Leczenie wągrzycy polega na stosowaniu leków przeciwpasożytniczych (prazykwantel, albendazol), a w wybranych przypadkach również leczenia operacyjnego. Przeciwwskazaniem do stosowania leków przeciwpasożytniczych jest wągrzyca oka lub układu komorowego mózgu. W wągrzycy ośrodkowego układu nerwowego konieczne może być leczenie w warunkach szpitalnych i osłonie kortykosterydów. Może także zachodzić potrzeba powtórzenia kuracji lekami przeciwpasożytniczymi po kilku miesiącach.

## Epidemiologia
Jeszcze w latach 40. i 50. XX wieku częstotliwość zachorowań na wągrzycę była znaczna (zwłaszcza na obszarach wiejskich, z uwagi na panujące tam kiepskie warunki sanitarne). Z biegiem czasu, dzięki podniesieniu poziomu higieny osobistej na obszarach wiejskich, zamkniętego chowu zwierząt i obowiązkowym poubojowym badaniom sanitarnym, liczba zakażeń w Europie stale malała. W 2011 r. chorobowość w Polsce utrzymywała się na poziomie kilku przypadków rocznie.
W latach 1996–1997 w Polsce odsetek zakażonej trzody chlewnej wynosił średnio 0,0003% (3 świnie na 10 tys.), przy czym zauważalnie największy był w województwie radomskim oraz pilskim. Znacznie częstsze (miejscami nawet do 25%) zakażenia świń występują natomiast w Ameryce Południowej i Środkowej, Afryce, Indiach oraz Chinach.